# Geschichte der deutschen Arbeiterbewegung. Biographisches Lexikon

Geschichte der deutschen Arbeiterbewegung. Biographisches Lexikon de l'Institut pour le marxisme-léninisme du Comité central du Parti socialiste unifié d'Allemagne (de) est un lexique des personnes du mouvement ouvrier allemand.

## Contenu
L'encyclopédie répertorie un total de 353 biographies de « principaux représentants décédés du mouvement ouvrier allemand » bien connus, dont 17 femmes. Il est publié en 1970 dans la première et unique édition par Dietz Verlag Berlin (de) et est créé sous la commission éditoriale de Roland Grau, Günter Hortzschansky (de), W. Rieß et Gerhard Roßmann (éditeurs généraux). L'éditeur est l'Institut pour le marxisme-léninisme du Comité central du SED. Le livre, ainsi que l'ouvrage en trois volumes publié entre 1965 et 1967, présente Geschichte der deutschen Arbeiterbewegung. Chronik un supplément à Geschichte der deutschen Arbeiterbewegung, publiée en 1966 par le même éditeur.
L'annexe est divisée en
- Conférences de parti des partis ouvriers allemands (avec dates et lieux),
- Congrès des organisations internationales du travail (avec dates et lieux),
- Registre des personnes

## Historique des éditions
Le Lexique biographique est initialement prévu pour 1964. En raison des préoccupations de la direction du SED, le volume n'est publié qu'en 1970. Il utilise l'expression « arrêté sur de fausses accusations » pour les victimes des purges staliniennes. Le plan d'une seconde édition est reportée par Dietz-Verlag « en raison de problèmes avec le contenu ».

## Données bibliographiques
- R. Grau u. a. (Redaktion): Geschichte der deutschen Arbeiterbewegung : Biographisches Lexikon. Hrsg.: Institut für Marxismus-Leninismus beim Zentralkomitee der SED, Dietz Verlag, Berlin 1970.